# 長野県立阿南高等学校
もしかして
- 長野県阿南高等学校

ではありませんか？